# Semra Ilhan
Semra Ilhan (* 2. August 1978 in Berlin) ist eine ehemalige deutsche Basketballspielerin.

## Laufbahn
Ilhan entstammt der Jugendarbeit des TuS Neukölln. Sie schaffte den Sprung in die deutsche Juniorennationalmannschaft. In der Saison 1996/97 trat die Aufbauspielerin mit City Basket Berlin in der 1. Damen-Basketball-Bundesliga an, 1997/98 spielte sie in derselben Liga beim VfL Bochum. 1998 wechselte sie innerhalb der Bundesliga zum BC Marburg und blieb bis zum Ende der Saison 2000/01 bei den Hessinnen. 1999 und 2001 errang sie mit Marburg in der Bundesliga den dritten Platz. Anschließend spielte sie beim Zweitligisten TSV Hagen. In der Saison 2003/04 gehörte Ilhan zum Kader der Brandon University in der kanadischen Provinz Manitoba und war dort mit 13,1 Punkten je Begegnung Leistungsträger. 2006/07 lief sie für eine andere kanadische Hochschule auf, die Acadia University in der Provinz Neuschottland. Dort brachte sie es auf 12,2 Punkte pro Einsatz.
Als Trainerin betreute sie die U19-Jungen von Central Hoops Berlin in der Nachwuchs-Basketball-Bundesliga, nach der Lizenzübernahme durch den DBV Charlottenburg 2011 führte sie die Arbeit dort fort und betreute zudem die Charlottenburger Regionalliga-Männer. In der Saison 2016/17 führte sie die Männer des Tiergarten ISC zum Gewinn des Meistertitels in der 2. Regionalliga. Im Spieljahr 2017/18 war Ilhan, die hauptberuflich in der Geschäftsführung des Deutschen Theaters Berlin tätig ist, Trainerin der Damen des Vereins Weddinger Wiesel in der Regionalliga.